# Hamataliwa buelowae
Hamataliwa buelowae là một loài nhện trong họ Oxyopidae.
Loài này thuộc chi Hamataliwa. Hamataliwa buelowae được Cândido Firmino de Mello-Leitão miêu tả năm 1945.